# Harald H. Goll
Harald H. Goll (* 1957 in Bretten) ist ein deutscher Sonderpädagoge und Hochschullehrer.

## Leben und Wirken
Nach dem Studium der Geistigbehinderten-, Blindenpädagogik und Musikerziehung (Lehramt) an der PH Heidelberg, dem Aufbaustudium Pädagogik der Verhaltensgestörten und der geistig Behinderten / Sonderpädagogische Einrichtungen (Diplom) sowie Musikwissenschaft / Musikpädagogik / Psychologie (Magister) an der Goethe-Universität Frankfurt am Main (Doppelstudium), dem Studium der Musiktherapie (Master) am Department of Art, and Music Education, and Music Therapy an der University of Kansas in Lawrence, Kansas als Stipendiat des DAAD und der University of Kansas und der Promotion am Fachbereich Erziehungswissenschaften der Universität Frankfurt am Main als Stipendiat der Studienstiftung des deutschen Volkes folgte er der Berufung auf die Professur Pädagogik für Menschen mit geistiger Behinderung an die PH / Universität Erfurt (Weiterentwicklung der Denomination der Professur in „Inklusive Bildungsprozesse bei geistiger und mehrfacher Behinderung“).
Seine Forschungsschwerpunkte sind anthropologisch-ethische Grundfragen, Anenzephalie / Hydranenzephalie, Schwerst- und Mehrfachbehinderung, herausforderndes Verhalten, inklusive Bildung über die Lebensspanne, internationale Sonder- und Heilpädagogik und Musiktherapie in der Sonder- und Heilpädagogik.
2016 wurde Harald Goll in den Vorstand der Kerngruppe "Inclusive Education" (Inklusive Bildung) der internationalen Forschungsgemeinschaft International Association for the Scientific Study of Intellectual and Developmental Disabilities (IASSIDD) gewählt.

## Schriften (Auswahl)
- mit Herbert Höss: Wege nach draußen. Reaktivierung und Revitalisierung in der Psychiatrie. Heidelberg 1986, ISBN 3-88463-091-1.
- Heilpädagogische Musiktherapie. Grundlegende Entwicklung eines ganzheitlich angelegten ökologisch-dialogischen Theorie-Entwurfs, ausgehend von Jugendlichen und Erwachsenen mit schwerer geistiger Behinderung. Frankfurt am Main 1993, ISBN 3-631-45931-9.
- Special educational music therapy with persons who have severe, profound retardation. Theory and methodology. Frankfurt am Main 1994, ISBN 3-631-47649-3.
- mit Monika Jaquier und Josef Römelt (Hgg.): Kinder mit Anenzephalie und ihre Familien. Bad Heilbrunn 2009, ISBN 978-3-7815-1663-2.